# Етар (митологија)
Етар (стгрч. Αἰθήρ [], лат. Aether) је бог светла, син Ереба, бога вечне таме и богиње ноћи Њукте. Етар је отелотворење прозирног плаветнила која окружује свет и ваздуха који људи удишу. У каснијим предањима он је син Хаоса, а брат Ноћи, Мрака и Дана. Са Даном изродио је Небо, Земљу и Море, али се помиње и као отац Океана, Темиде, Тартара, Бријареја и других божанстава.
Етрово грчко име значи „светло“, „горњи ваздух“ или „ведро небо“. Друго име Етра је „Акмон“ што значи „метеор“ или „наковањ“.
У митовима се обично појављује у друштву своје сестре Хемере, богиње светлог дана.
Грци су његовим именом називали и оно што је прозрачније и лакше од ваздуха, као и висине на којима бораве богови и звезде. Понекад се његовим именом називају небо и свемир.
Име „Етар“ је из митова прешло и у физику, хемију идр.

## О Етру
У уметности готово увек је приказиван као младић лепог лица, на вазама, као и на рељефима - „Гигантомахије на Зевсовом жртвенику из Пергама“ - из 180. године пре нове ере који се данас налази у Берлинском музеју у Немачкој.Приказиван је често у друштву своје сестре Хемере, богиње ведрог дана.
У орфичким песмама он је син Ананке и Крона и представља душу света и сав живот произилази из њега.